# Patria (seriado)
Patria é um seriado estadunidense de 1917, em 15 capítulos, categoria ação, estrelado por Irene Castle, Milton Sills e Warner Oland, baseado no romance The Last of the Fighting Channings, de Louis Joseph Vance. “Patria” foi um seriado independente, financiado por William Randolph Hearst, na liderança para a entrada dos Estados Unidos na I Guerra Mundial. O filme, em sua forma original, continha um forte sentimento anti-nipônico, e foi investigado por uma Comissão do Senado. O enredo sugere que a recente Guerra Civil Mexicana foi fomentada por uma aliança profana entre os governos japonês e mexicano, com o propósito expresso de conquistar os Estados Unidos em nome do Japão.
Os capítulos 1, 2, 3, 4 e 10 estão preservados no Museum of Modern Art, em Nova Iorque.
Considera-se que Patria seja a primeira personagem heroica a vestir a bandeira americana como parte de seu traje. O seriado tem forte impacto nacionalista, e os títulos sugeridos nos demais países tendenciaram à observação dessa característica. O título dado ao seriado na Argentina, por exemplo, foi La Heroina de Nueva York.

## Sinopse
Espiões do Japão conspiram para roubar a fortuna de Channing e invadir os Estados Unidos, começando por Nova York e, em seguida, aliando-se aos mexicanos através da fronteira. Eles são interrompidos pelos esforços da herdeira de fábrica de munições Patria Channing e pelo agente do U. S. Secret Service, Capitão Donald Parr.

## Elenco
- Irene Castle … Patria Channing, a heroína do seriado (anunciada como "Mrs Vernon Castle"), e uma dançarina sósia no episódio 4, chamada Elaine
- Milton Sills … Capitão Donald Parr
- Warner Oland … Barão Huroki, o vilão
- Dorothy Green … Fanny Adair
- George Majeroni … Juan de Lima
- M.W. Rale … Kato
- Allan Murnane … Rodney Wrenn
- F.W. Stewart … Edouard
- Leroy Baker
- Floyd Buckley
- Nigel Barrie
- Charles Brinley
- George Lessey
- Wallace Beery … Pancho Vila
- Jack Holt
- Rodolfo Valentino … um dos dançarinos

## Capítulos
Fonte:
1. The Last of the Fighting Channings
2. Treasure
3. Winged Millions
4. Double-crossed
5. The Island God Forgot
6. Alias Nemesis
7. Red Dawn
8. Red Night
9. Cat's Paw and Scapegoat
10. War in the Dooryard
11. Sunset Falls
12. Peace on the Border
13. The Wings of Death
14. The Border Peril
15. For the Flag

## Produção

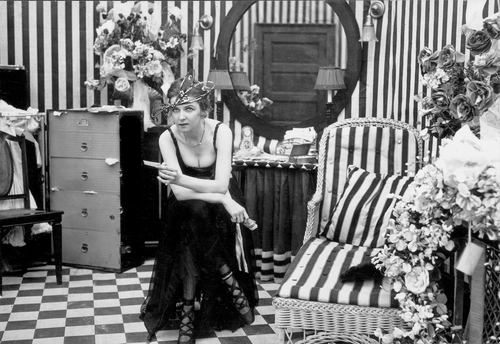
Irene Castle em uma cena do seriado Patria.

Patria foi financiado em cerca de $90,000 por William Randolph Hearst. A trama deixava implícito que os Estados Unidos em breve poderiam estar em guerra com o Japão, apesar de ele ser um aliado dos Estados Unidos na época. O enredo original envolveu uma operação de um espião japonês nos Estados Unidos em busca de ouro e munições.
O Presidente Thomas Woodrow Wilson questionou Hearst para modificar o seriado e remover material anti-nipônico. Como resultado, o nome de personagem de Warner Oland em cartazes foi mudado para “Manuel Morales” e o personagem foi mostrado mais frequentemente vestido com um terno, embora os demais personagens japoneses mantivessem seus quimonos nos primeiros episódios. A ação foi mudada também para a fronteira do México no episódio 11, o que torna a trama passível de erros; Pancho Villa não aparece no filme, Barão de Huroki e um novo personagem, General Nogi, continuam como adversários de Patria e o Capitão Parr leva Huroki ao suicídio no episódio 15.
O seriado foi baseado no romance The Last of the Fighting Channings, de Louis Joseph Vance.
Jacques Jaccard dirigiu cenas na Califórnia, enquanto Leopold Wharton e Theodore Wharton dirigiram em Ithaca, Nova Iorque.

## Investigação no Senado
A produção foi investigada por uma "Comissão do Senado" como propaganda alemã após a I Guerra Mundial. Um propagandista alemão, cujos artigos tinham aparecido nos jornais de Hearst, havia escrito uma carta a Franz von Papen explicando o esquema para usar um filme para depreciar o Japão. Capitão G. C. Lester, da US Military Intelligence, testemunhou que “Patria” havia explorado a ideia que fora estabelecida nas instruções do propagandista.